# St. Maria Magdalena (Ebersdorf)

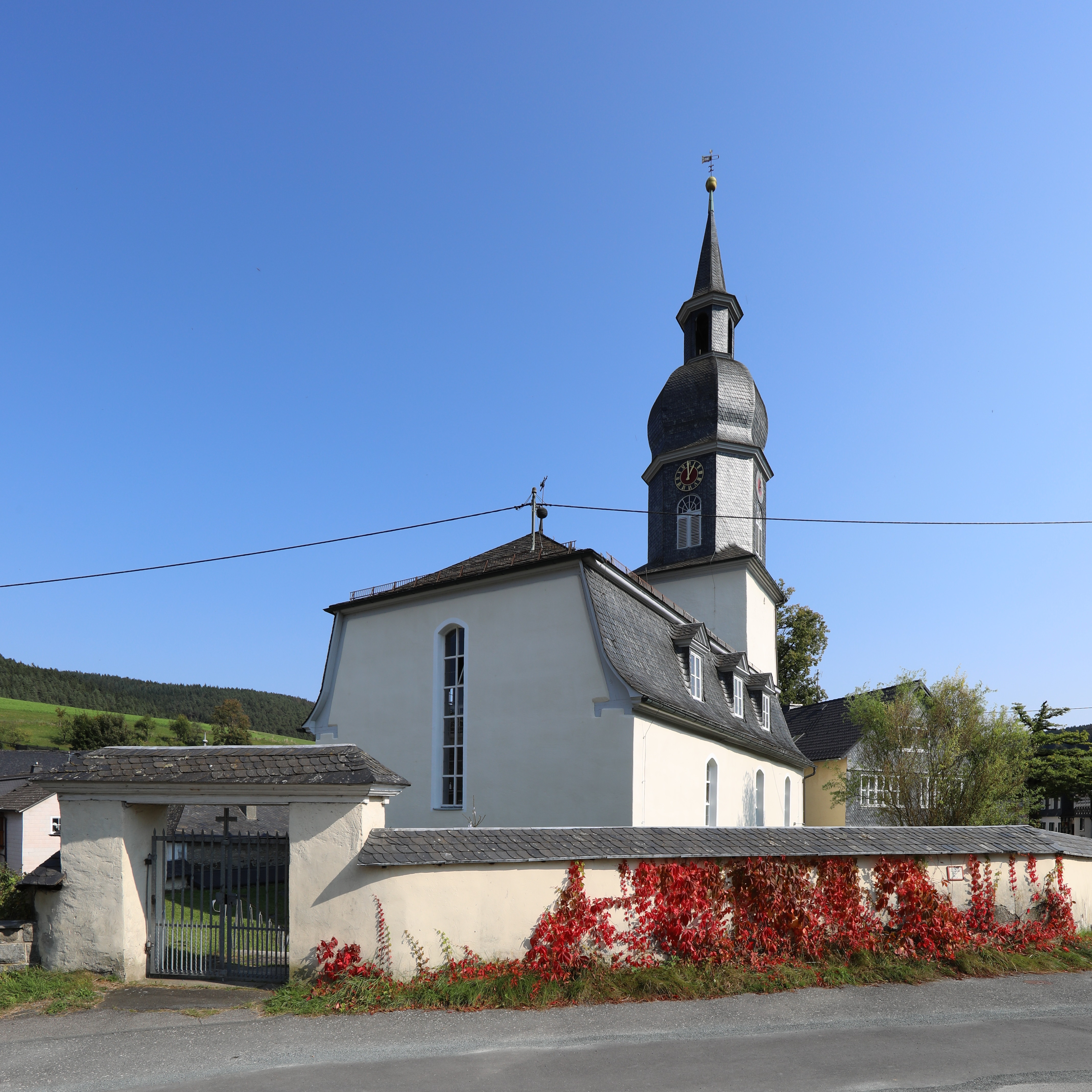
St. Maria Magdalena in Ebersdorf

 St. Maria Magdalena (auch als Magdalenenkirche bezeichnet) ist die evangelisch-lutherische Pfarrkirche in Ebersdorf, einem Gemeindeteil der oberfränkischen Stadt Ludwigsstadt im Landkreis Kronach. Sie wurde in der Mitte des 18. Jahrhunderts zu einer Markgrafenkirche umgebaut. Die Kirchengemeinde gehört zum Dekanatsbezirk Kronach-Ludwigsstadt des Kirchenkreises Bayreuth der Evangelisch-Lutherischen Kirche in Bayern.

## Baugeschichte
Es wird vermutet, dass die Kirche mit den ersten Häusern in den Jahren von 1214 bis 1230 errichtet wurde. Aus dem 14. Jahrhundert stammen vorhandene Teile der Außenmauern des Kirchturms. Es war damals eine Wehrkirche. Ebersdorf war Teil der Herrschaft Lauenstein. Die Kirche wurde damit spätestens 1527 protestantisch. Im Jahr 1584 wurden wohl Bauarbeiten am Chorturm durchgeführt. Im Verlauf des Dreißigjährigen Kriegs brannte die Kirche 1634 auf die Grundmauern nieder. Danach wurde vermutlich eine provisorische Instandsetzung durchgeführt.
Erst hundert Jahre später erfolgte eine Sanierung. Im Jahr 1738 kamen Baumaßnahmen am Turm zur Ausführung, 1739/1740 folgte eine umfassende Erneuerung des Langhauses. Im Jahr 1741 errichtete der Zimmermeister Schmidt das Turmobergeschoss, 1743 bauten die Zimmermeister Schröder und Schmidt die Emporen im Langhaus ein. Der Altar, die Kanzel und die Orgel wurden ins Turmuntergeschoss verlegt und zu einem Baukörper zusammengefasst. Im Jahr 1860 ließ die Gemeinde die Schieferdeckung erneuern. Anfang des 20. Jahrhunderts war die Kirche in einem schlechten Zustand. Die erforderliche Restauration im Jahr 1909, die unter anderem eine Ausmalung im barocken Stil umfasste, leitete der Nürnberger Architekt Johann Will. Im Jahr 1969 erfolgte eine Erweiterung um eine Fensterachse des Langhauses nach Westen.

## Baubeschreibung
Die von einer mit Schiefer gedeckten Mauer umgebene Chorturmkirche steht in der Mitte des Bachzeilendorfes. Im Turmuntergeschoss befindet sich ein hoher Chorraum, der von einer hölzernen Flachdecke überspannt und von einem hohen Stichbogenfenster in der Südseite belichtet wird. Hinter dem etwa mittig angeordneten Kanzelaltar befindet sich die Orgelempore. Der Raum unter der Empore ist als Sakristei abgetrennt, durch zwei niedrige Fenster in der Ostseite belichtet und durch zwei Türen neben dem Altar zugänglich.
Der Unterbau des Chorturmes besteht aus verputztem Bruchsteinmauerwerk. Der zurückgesetzte, verschieferte und hölzerne Oberbau besitzt ein achtseitiges Glockengeschoss mit vier rundbogigen Schallfenstern und Zifferblättern. Darüber sind eine Kuppel, eine Laterne mit Rundbogenöffnungen angeordnet. Die Bekrönung besteht aus einer hohen Spitze, Turmkugel und Turmkreuz. Ein Aufgang zur Orgel befindet sich an der Turmnordseite.
Ein hoher, runder Chorbogen grenzt den Chorraum von dem Langhaus ab. Das Langhaus hat drei Fensterachsen. Es wird von einer Flachdecke mit hohen Vouten, in die Dachgauben einschneiden, überspannt. An den Längswänden und der Seitenwand steht auf acht Holzsäulen im Innenraum eine zweigeschossige Empore, deren Brüstungen mit balusterförmig geschnittenen Brettern gefüllt sind.
Die Fassade des Langhauses ist verputzt und hat an der Nord- und Westseite je eine korbbogige Tür mit Sandsteinrahmungen und Scheitelsteinen. Die drei stichbogigen Fenster an der Südseite und zwei an der Nordseite besitzen ebenfalls Sandsteinrahmungen. Den oberen Abschluss bildet ein verschiefertes Mansarddach mit je drei Dachgauben auf den Nord- und Südseiten.

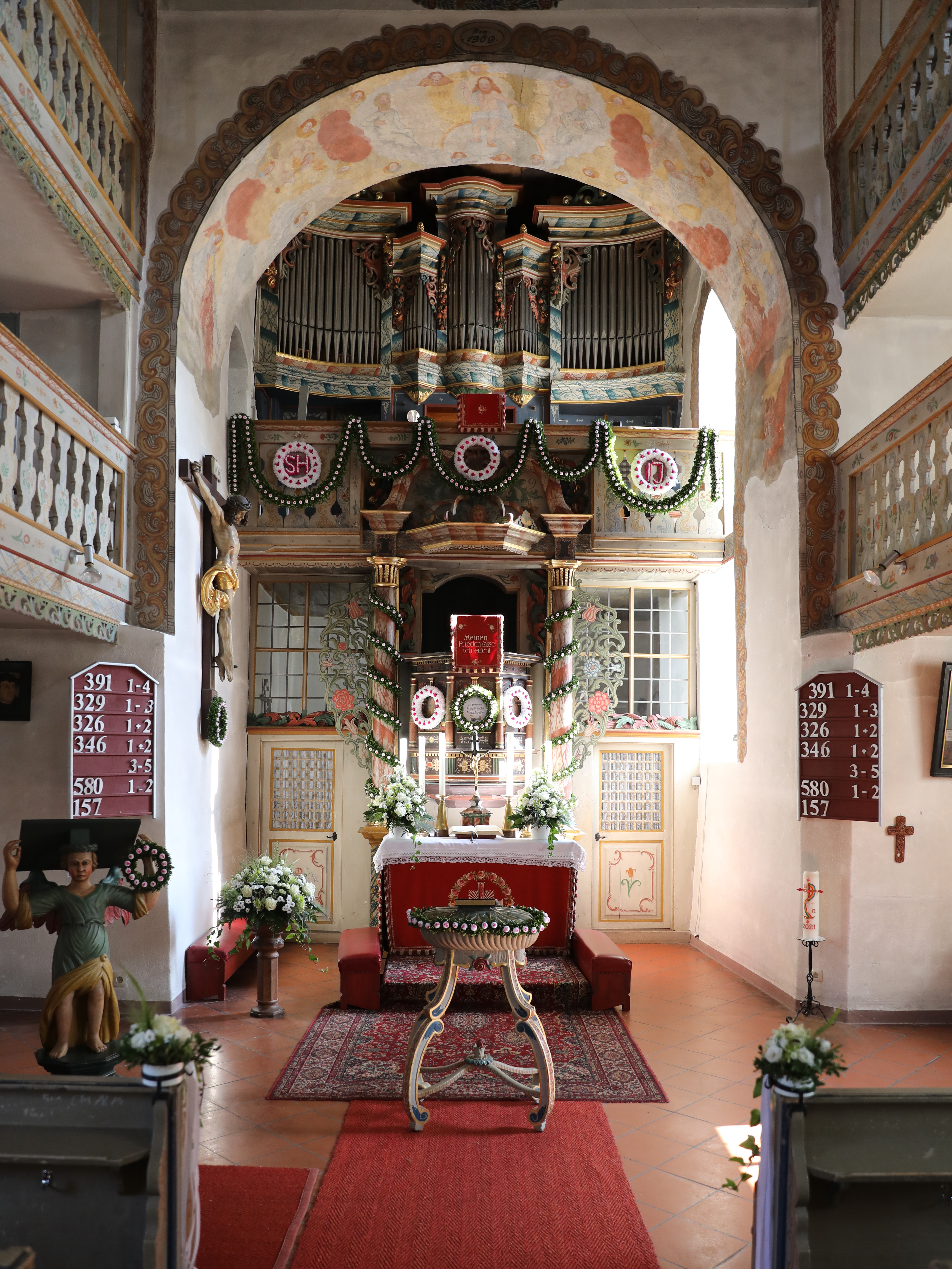
Kanzelaltar

## Ausstattung
Die Kirche ist im barocken Stil ausgemalt. Die Wandmalerei in der Laibung des Chorbogens stammt aus der zweiten Hälfte des 17. Jahrhunderts und zeigt Christus als Weltenrichter zwischen Moses und Elias, mit den Seligen und Verdammten. Die Decke über dem Chorraum wurde im 17. oder 18. Jahrhundert mit einem Engel mit einem Schriftband und dem lateinischen Text „Heilig, heilig, heilig ist der Herr Zebaoth“ sowie dem Palmzweig bemalt.
Die Mitte der Langhausdecke war ursprünglich mit der Taube als Symbol des Heiligen Geistes verziert. Sie wurde 1969 durch eine Ergänzung mit dem Ölzweig in die Friedenstaube verwandelt. Der Rand der Decke ist wie die komplette Empore floral bemalt.
Der Kanzelaltar stammt aus der Mitte des 18. Jahrhunderts. Er hat einen zweisäuligen Aufbau mit Flügeln aus durchbrochenen gesägten Ranken und Blumen. Die Kanzelbrüstung stammt von einer Kanzel des frühen 17. Jahrhunderts. Die Brüstung ist durch Dreiviertelsäulen gegliedert. Die fünf Füllungen sind mit Christus als Heiland und den vier Evangelisten bemalt.
Das Lesepult besteht aus dem ehemaligen Kanzelträger. Die hölzerne Figur, ein Engel mit grünem Gewand und dem Lorbeerkranz auf dem Kopf, wird auf den Anfang des 17. Jahrhunderts datiert. Der hölzerne Taufbeckenständer entstand 1792. Das ovale Becken ruht auf vier geschwungenen Beinen und steht direkt vor dem Kanzelaltar. Auf dem Becken liegt ein Buch. Unter dem Becken befindet sich in einem Einsatz eine Widmungsschrift mit der Jahreszahl 1792 und dem Namen des Stifters.

### Orgel
Die Orgel wurde 1742 vom Orgelbauer Johann Heinrich Scherff aus Pößneck aufgestellt und 1909 erweitert. Der ursprünglich dreiteilige Orgelprospekt ist mit Fruchtgehängen verziert und besteht aus marmorierten Holzteilen. Im Jahr 1988 stellte Münchner Orgelbau Johannes Führer ein neues Instrument mit 13 Registern auf zwei Manualen und Pedal auf.